# 天主教埃斯基普拉斯自治監督區
天主教埃斯基普拉斯自治監督教區（拉丁語：Praelatura territorialis Sanctissimi Domini Nostri Iesu Christi de Esquipulas）是瓜地馬拉一個羅馬天主教自治監督區，位於埃斯基普拉斯。屬危地馬拉總教區。
監督區成立於1956年3月10日，原與危地馬拉總教區合併。1986年6月24日轉與薩卡帕教區合併。2010年有教友514,000人（佔轄區總人口83.2%）、廿四個堂區、四十名司鐸。目前監督之席位處於出缺狀態。